# Basdorf (Wandlitz)

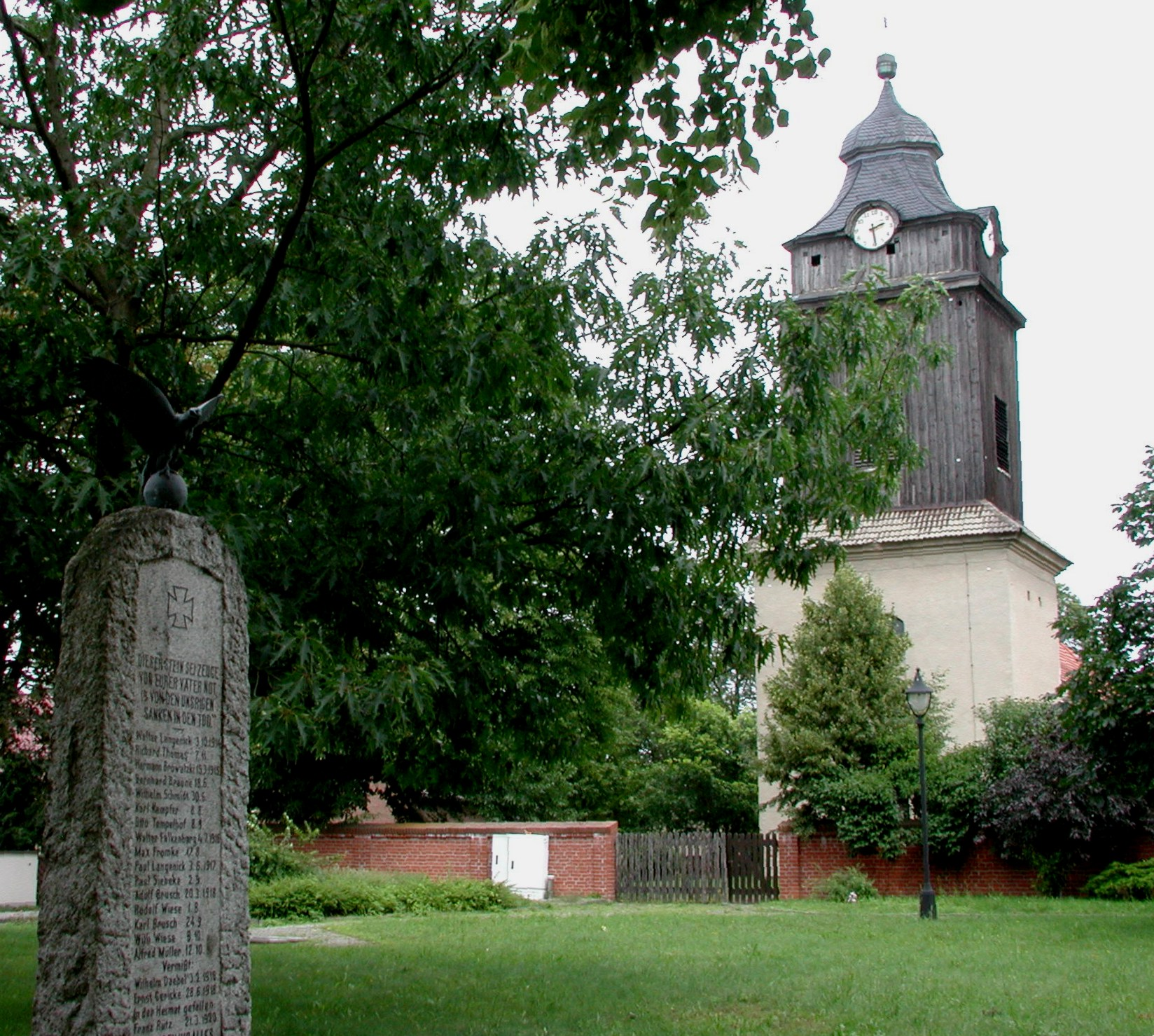
Dorfkirche am Anger mit dem Kriegerdenkmal im Vordergrund

Basdorf ist ein Ortsteil der Gemeinde Wandlitz. Die Gemeinde gehört zum Landkreis Barnim im Land Brandenburg. Bis 2003 war Basdorf eine selbstständige Gemeinde innerhalb des Amtes Wandlitz.

## Geografie

### Geografische Lage
Basdorf befindet sich auf dem westlichen Teil der Barnim-Hochfläche, dem Niederbarnim. Die Höhe über Normalhöhennull (NHN) nimmt von Süd nach Nord leicht ab. Der höchste Punkt mit 69,3 Metern über NHN liegt an der südwestlichen Grenze zur Gemeinde Mühlenbecker Land im Landkreis Oberhavel. Mit 52,5 Metern über NHN ist der nordwestliche Grenzgraben zur Zühlsdorfer Siedlung Fuchswinkel, die auch zum Mühlenbecker Land gehört, der niedrigste Punkt des Ortes. Die Höhe der alten Ortsmitte an der Kirche beträgt 58 Meter, die des neuen Zentrums am Markt 64 Meter über NHN.

### Nachbarorte
An der Chaussee Richtung Prenzlau liegt das alte Zentrum Basdorfs mit der Dorfkirche etwa 8,5 km nördlich der Berliner Stadtgrenze direkt an der Bundesstraße 109. Der Bahnhof der Regionalbahnlinie RB 27, auch Heidekrautbahn genannt, befindet sich ca. einen Kilometer südlich der Kirche in Richtung Berlin. Angrenzende Gemeinden sind im Nordosten die Stadt Bernau mit dem Stadtteil Waldsiedlung und im Westen die Gemeinde Mühlenbecker Land mit dem Ortsteil Zühlsdorf. Die nördliche Ortsteilgrenze zum Ortsteil Wandlitz der Großgemeinde Wandlitz liegt etwa 400 Meter hinter dem Basdorfer Friedhof an der B 109. Die Straßenbebauung der beiden Ortsteile geht hier ineinander über. Südöstlich und südlich bilden die Straße Waldkorso und das Rennegestell die Grenze zwischen den Ortsteilen Basdorf und Schönwalde.

### Naturraum
Das alte Dorf an der Kirche liegt inmitten von Wiesen und landwirtschaftlichen Flächen. Die Siedlungsgeschichte brachte es mit sich, dass neue Siedlungen nach Süden in den Wald der Bernauer Heide hineingebaut wurden. So sind die neueren Ortsteile alle von Wald umschlossen. Gräben durchziehen netzartig die Wiesen um den historischen Ortskern und entwässern ins nordöstlich von Basdorf entspringende Tegeler Fließ. Dieses fließt südlich des alten Dorfes in südwestliche Richtung und verlässt bei Dammsmühle Basdorfer Gebiet.

## Geschichte und Siedlungsstruktur

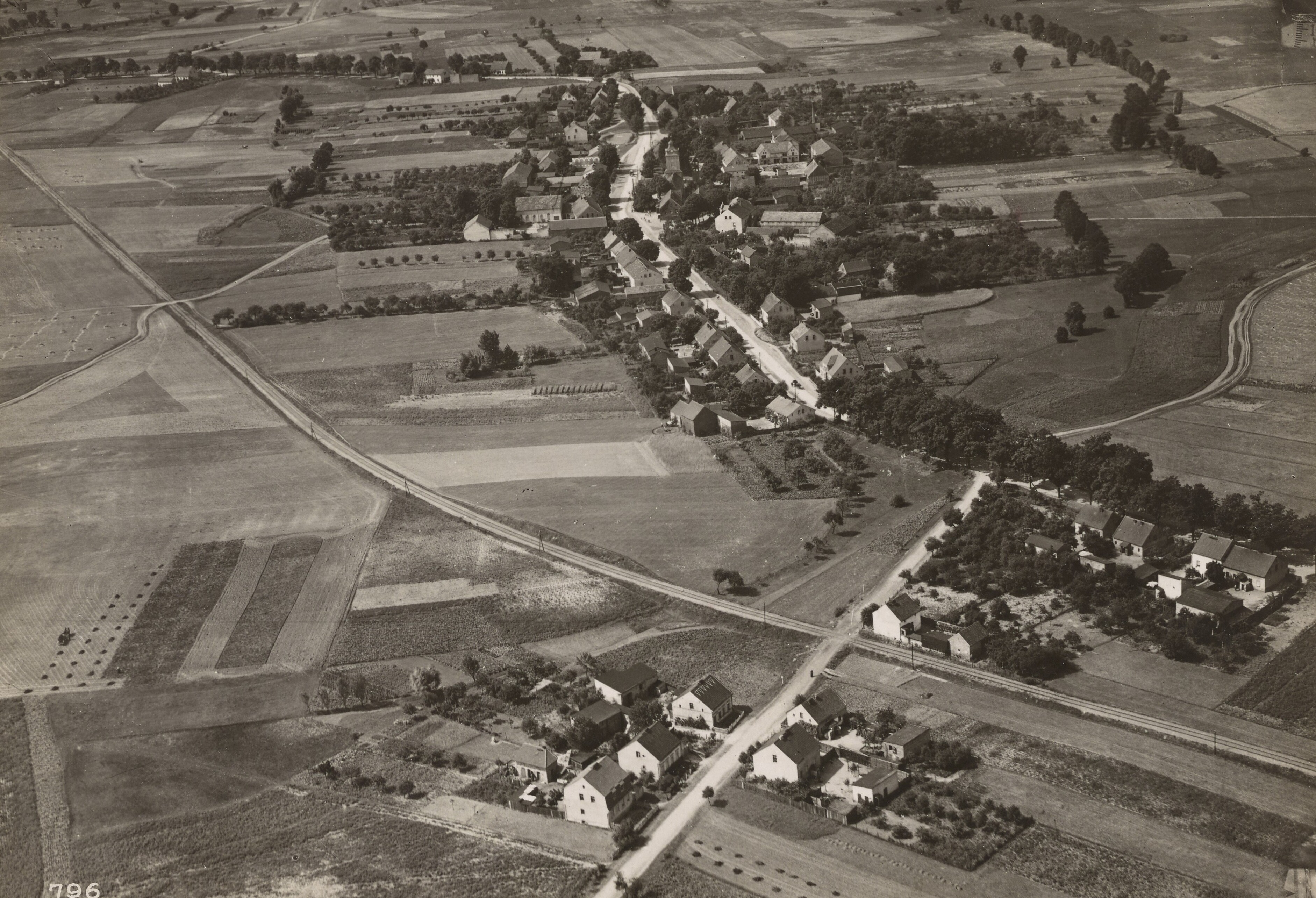
Luftbild von Basdorf, 1920er Jahre

### Geschichte

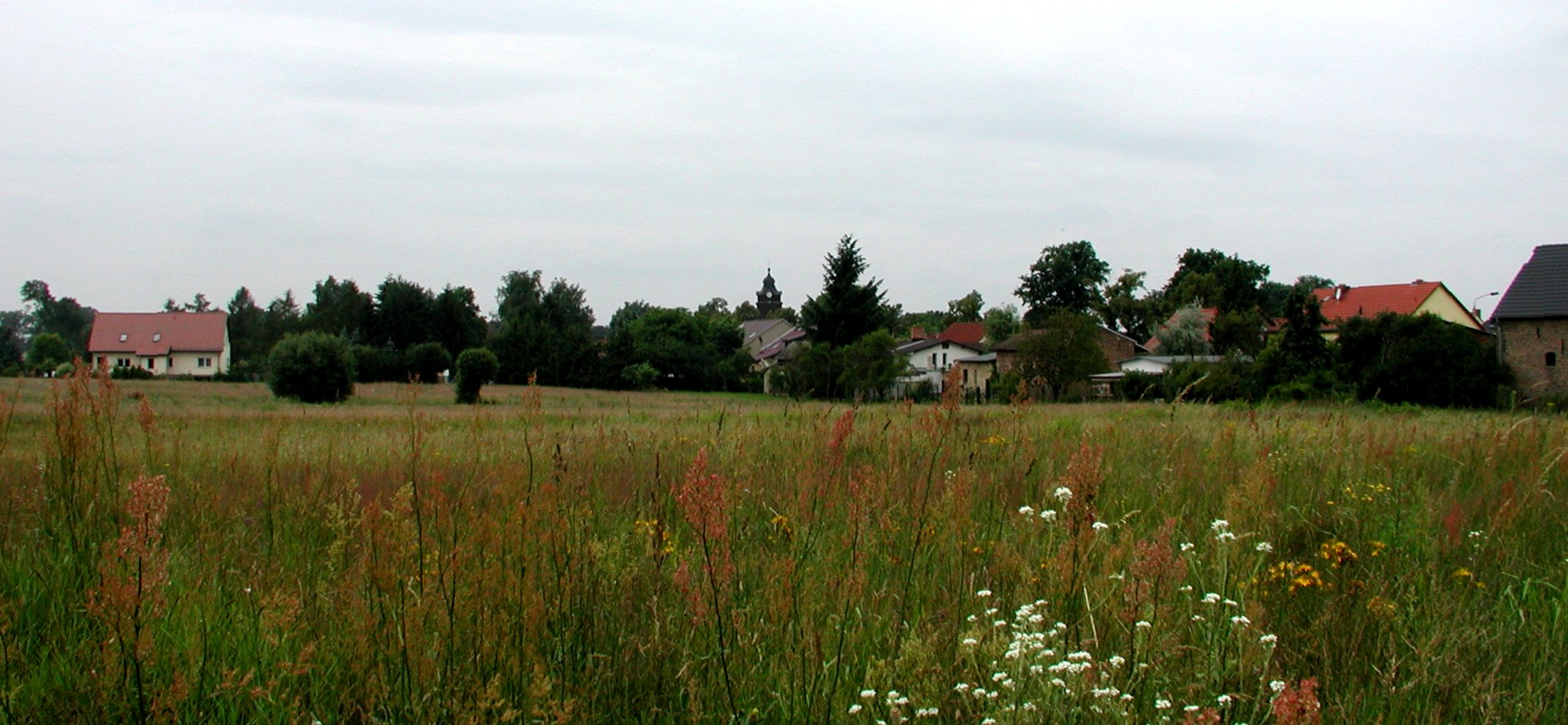
Historischer Ortskern von Basdorf

Der Name Basdorf entstand aus „Bartoldisdorp“, das 1302 erstmals urkundlich erwähnt wurde. Zunächst lag das Dorf in der Gerichtsbarkeit des Schlosses Biesenthal, 1475 ging es durch Kauf an das Kloster Lehnin, wo es bis 1542 verblieb. Durch die Reformation kam Basdorf an das Amt Mühlenbeck. Im Erbregister waren damals dreizehn Kossäten und acht Hüfner eingetragen. Der historische Anger um die Dorfkirche prägte den Ort als typisches Angerdorf.
Basdorf gehörte als selbstständige Gemeinde von 1952 bis 1990 zum Kreis Bernau im DDR-Bezirk Frankfurt (Oder) und anschließend bis 1993 im Land Brandenburg. Die Verwaltungsaufgaben wurden ab 1. Juli 1992 durch das Amt Wandlitz innerhalb des Landkreises Barnim wahrgenommen. Mit der Umwandlung des Amtes zur Gemeinde Wandlitz durch Landesgesetz am 26. Oktober 2003 verlor der Ort Basdorf seine Selbstständigkeit. Die ehemalige Gemeinde ist seitdem Ortsteil der Großgemeinde Wandlitz. Eine Verfassungsbeschwerde aller amtsangehörigen Gemeinden gegen die kommunale Neugliederung vor dem Verfassungsgericht des Landes Brandenburg wurde am 16. Juni 2005 zurückgewiesen.

### Wohngebiete
Ein Wohngebiet in Basdorf ist die Waldsiedlung, auch „Milch-Siedlung“ genannt. Dieser Name geht auf den Initiator der Siedlung, den Generalfeldmarschall der Luftwaffe der Wehrmacht Erhard Milch, zurück. Dort stehen Doppelhäuser aus Holz, die zur Brandenburgische Motorenwerke GmbH (Bramo – ab 1939 BMW-Flugmotorenwerke Brandenburg GmbH) gehörten und zwischen 1930 und 1940 errichtet wurden. In den Bramo-Werken wurden für die Luftwaffe Flugzeugmotoren und die Strahlturbine BMW 003 gebaut.

### Ehemaliges Kasernengelände bis 2006

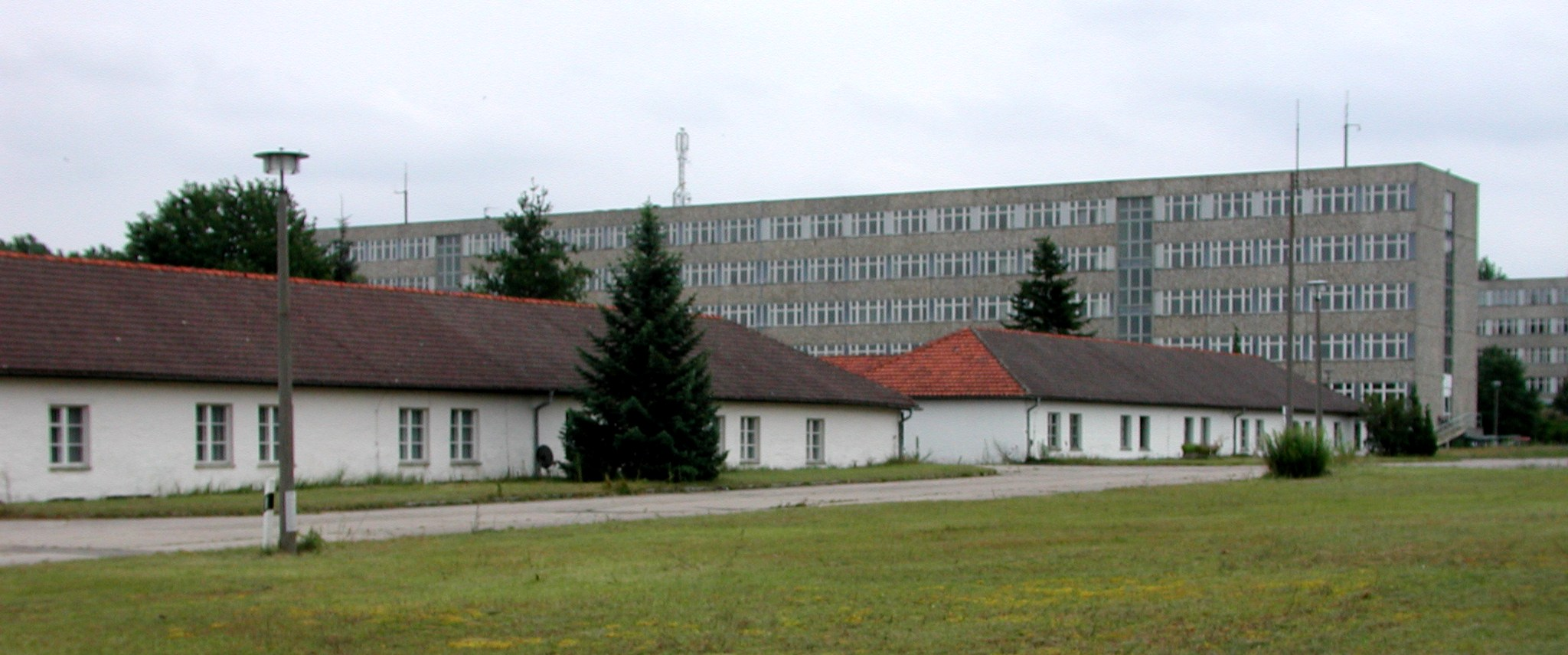
Ehemalige Polizeikasernen

Am südlichen Eingang von Basdorf liegt ein Kasernengelände aus der Zeit des Nationalsozialismus (Baracken). Ab 1939 diente die Kaserne als Zwangsarbeiter-Lager. Einer der dort im Rahmen des Service du travail obligatoire (STO) untergebrachten Arbeiter war der französische Dichter und spätere Chansonnier Georges Brassens, der 1943/1944 in Zühlsdorf bei der Zühmo eingesetzt war, einem Zweigbetrieb der Bramo. Im Lager komponierte er seine ersten 30 Chansons. Ihm zu Ehren wurde 2004 der Verein Brassens-in-Basdorf e. V. gegründet.
Nach dem Zweiten Weltkrieg wurde in den Gebäuden zunächst die Kasernierte Volkspolizei untergebracht, aus der später die Volkspolizei-Bereitschaften hervorgingen. In den 1960er Jahren erweiterten Neubauten in Großplattenbauweise die Kasernenanlagen, um eine größere Anzahl von Volkspolizisten unterbringen zu können, denn seit 1962 wurden auch Wehrpflichtige im Polizeidienst eingesetzt. Dies zog umfangreiche Infrastruktur-Veränderungen nach sich (Straßenbau, Polytechnische Oberschule und neue Wohngebiete wie der Heinrich-Heine-Ring). Zusätzlich zog in den 1970er Jahren die Nachrichtenbereitschaft des MDI in einige Gebäudeteile ein.
Nach der Auflösung der Volkspolizei der DDR und aller anderen Einheiten auf dem Gelände im Frühjahr 1990 diente der Komplex bis September 2006 der Fachhochschule der Polizei des Landes Brandenburg (Landespolizeischule), die anschließend nach Oranienburg umzog.

### Neustart als SiedlungsbereichBasdorfer Gärten
Für die nun leer stehenden Einrichtungen verabschiedete die Gemeinde Bebauungspläne für verschiedene Siedlungsbereiche wie Rosenstraße oder In den Gründen. Die Erschließung begann 2009. An der Stelle der abgerissenen Plattenbauten erfolgten im Jahr 2017 Vorbereitungsarbeiten für das Wohnprojekt Basdorfer Gärten.
Der Gemeinderat hat zu dem bisher genehmigten Projekt im September 2018 eine Erweiterung dahingehend beschlossen, dass 120 Sozialwohnungen in Reihen- und Mehrfamilienhäusern zusätzlich entstehen können. Die Planungen nahm die Tchoban Voss Architekten GmbH vor. Die Ausführung hat die Kommune nach einem Ausschreibungsverfahren einem externen Investor übertragen: die Stonehedge Beteiligungsgesellschaft erhielt den Auftrag. Diese teilt die Arbeiten in mehrere Baufelder. Als erstes wurde Baufeld 6 im Jahr 2019 bebaut, wofür bei einem kommunalen Eigenanteil von 2,2 Millionen und einem Förderzuschuss durch das Land Brandenburg in Höhe von 1 Million Euro rund 7,5 Millionen Euro investiert werden. Das Baufeld 6 umfasst 160 Wohneinheiten in verschiedenen Bautypen. Neben den eigentlichen Wohngebäuden sind autofreie Hofsituationen, Mieter- und Gemeinschaftsgärten vorgesehen. 40 Wohnungen wird die Gemeinde vom Bauherrn erwerben und selbst vermarkten. Der Basdorfer Ortsvorsteher äußerte sich angetan von der Entwicklung: „Hier entsteht auf einem historisch belasteten Areal ein völlig neues Zentrum“.
Die verbliebenen Bauten aus der polizeilichen Nutzung wie das Kasino (Gebäude 24) und das Wachgebäude blieben zunächst ungenutzt. Das Kasino ist im Auftrag des Generalbauinspektors für Berlin errichtet und im Jahr 1942 als Gefolgschaftshaus auf dem Gelände des Lagers eröffnet worden. Die späteren Nutzer der Kaserne funktionierten es zu einem Kasino um. Der ausgedehnte Flachbau ist eine Konstruktion aus Holzkastenträgern und beinhaltet eine stützenfreie Sporthalle mit einer Nutzfläche von 480 m². Alle Elemente des Gebäudes wurden in den 2010er Jahren möglichst denkmalgerecht saniert und stehen seit Februar 2021 dem Basdorfer Polizeisportverein (PSV) als Trainingsstätte unter anderem für Jiu Jitsu zur Verfügung. Die Sportstätte kann aber auch für andere Großveranstaltungen genutzt werden. Die ehemals im Kasino eingebaute Theaterbühne blieb erhalten und im Raum ist modernste Technik installiert worden. Die Sparte Karate des PSV bleibt noch eine Weile Mitnutzer der Trainingsstätte, soll aber auf lange Sicht eine eigene größere Halle erhalten. Die Sparte Kraftsport des PSV Basdorf erhielt zeitgleich das renovierte und neu ausgestattete Wachhäuschen (Nutzfläche 140 m²), in dem zugleich ein Büro für den Basdorfer Ortsvorsteher und ein Veranstaltungsraum eingerichtet wurde. Das Gebäude entstand zu DDR-Zeiten und verfügt auch über 16 Keller- und Lagerräume, die als Gefängniszellen dienten. Deren Nachnutzung ist noch unklar. Die Umbaumaßnahmen für das ehemalige Kasino kosteten etwa 3,26 Millionen Euro, von denen 2,2 Mio. aus Fördertöpfen des Landes und der EU kamen. Der Umbau des Wachgebäudes kostete rund 1,8 Mio. Euro.

### Bevölkerungsentwicklung
| Jahr      | 1990  | 1992  | 1994  | 1996  | 1998  | 2000  | 2001  | 2002  | 2003  | 2004  | 2005  | 2006  | 2007  | 2008  | 2009  | 2010  | 2011  | 2012  | 2013  | 2018  |
| --------- | ----- | ----- | ----- | ----- | ----- | ----- | ----- | ----- | ----- | ----- | ----- | ----- | ----- | ----- | ----- | ----- | ----- | ----- | ----- | ----- |
| Einwohner | 2 978 | 2 936 | 3 314 | 3 528 | 4 080 | 4 521 | 4 597 | 4 657 | 4 688 | 4 960 | 4 919 | 5 090 | 5 272 | 5 181 | 5 246 | 5 303 | 5 292 | 5 375 | 5 423 | 5 832 |

## Politik

### Ortsbeirat
| Partei / Wählergruppe             | Stimmenanteil (Prozent) | Sitze |
| --------------------------------- | ----------------------- | ----- |
| Freie Bürgergemeinschaft Wandlitz | 19,8                    | 2     |
| CDU                               | 18,6                    | 2     |
| AfD                               | 18,5                    | 2     |
| Die Linke                         | 14,9                    | 1     |
| BVB / FREIE WÄHLER Wandlitz       | 09,7                    | 1     |
| Bündnis 90/Die Grünen             | 08,8                    | 1     |

Der Ortsbeirat von Basdorf setzt sich aus neun Mitgliedern zusammen. Am 26. Mai 2019 fanden die letzten Wahlen bei einer Wahlbeteiligung von 60,0 Prozent statt.
Der Ortsbeirat hat beratende Funktion für die Gemeindevertretung von Wandlitz bezüglich der Entscheidungen des Gremiums, die den Ortsteil Basdorf betreffen. Einige der Vertreter des Ortsbeirates sind gleichzeitig Gemeindevertreter.

### Ortsvorsteher
Bis zur Eingliederung von Basdorf in die Großgemeinde Wandlitz im Jahr 2003 stand dem Ort ein gewählter Bürgermeister vor. Für Ortsteile einer Gemeinde wurde in Brandenburg die Funktion eines Ortsteilbürgermeisters geschaffen, der in der Großgemeinde Ansprechpartner für alle Ortsteilprobleme ist. Seit der Kommunalwahl 2008 heißt dieses Amt Ortsvorsteher.
Der Ortsbeirat wählt aus seiner Mitte den Ortsvorsteher. Peter Liebehenschel (Freie Bürgergemeinschaft Wandlitz) übernahm diese Funktion am 13. Oktober 2008 für Basdorf, bei den Wahlen 2014 und 2019 wurde er in seinem Amt bestätigt.

### Wappen
Das oben dargestellte Wappen war das offizielle Ortswappen der 2003 aufgelösten Gemeinde Basdorf und wurde vom Heraldiker Frank Diemar gestaltet. Seit der Bildung der Großgemeinde Wandlitz wird es zu Werbezwecken oder von Vereinen des Ortsteils weiter benutzt.

### Ortspartnerschaften
Der frühere selbstständige Ort hat am 3. Oktober 1990 eine Städtepartnerschaft mit der Gemeinde Vöhl im Kreis Waldeck-Frankenberg geschlossen. Ein Grund für diesen Kontrakt ist der Umstand, dass ein Ortsteil der Gemeinde Vöhl ebenfalls Basdorf heißt. Über Jahre hinweg gab es gute Kontakte zwischen den Bürgern und Vereinen beider Gemeinden. Durch die neue Zugehörigkeit zu Wandlitz sind die einzelnen Ortsteile nun in dessen Verträge mit aufgenommen worden. So werden die Basdorfer Einwohner an der Zusammenarbeit mit Trzebiatów in Polen, La Ferrière in Frankreich und Gladbeck in Nordrhein-Westfalen beteiligt. Eine Anfrage an die Gemeindevertretung, welchen Status die Partnerschaft mit Vöhl hat, wurde bisher nicht beantwortet (Stand vom August 2014).
Im April 2013 schlossen der Ortsteil Basdorf und die französische Gemeinde Ballainvilliers einen Partnerschaftsvertrag ab.
Für alle Städte- bzw. Gemeindepartnerschaften hat sich in der Gemeindeverwaltung ein Komitee für Städtepartnerschaften gegründet.

## Sehenswürdigkeiten und Kultur

### Bau- und Bodendenkmale
In der Brandenburgischen Denkmalliste sind vier Basdorfer Gebäude beziehungsweise Anlagen als Baudenkmäler enthalten.
- Das bekannteste davon ist die evangelische Dorfkirche. Das Kirchengebäude stammt aus dem 15. Jahrhundert und ist das zweite an dieser Stelle. Das Bauwerk ist eine Saalkirche mit Netzgewölben, geschnitzter Kanzel und einer Sakramentsnische. Der Holzturm wurde im 18. Jahrhundert aufgesetzt. Vor der Kirche befindet sich ein Denkmal für die im Ersten Weltkrieg Gefallenen des Ortes mit der Inschrift „DIESER STEIN SEI ZEUGE VON EURER VÄTER NOT – 19 VON DEN UNSRIGEN SANKEN IN DEN TOD“. Das Kirchengebäude musste im Jahr 2010 kurzfristig eingerüstet werden, weil Baufachleute bei einer Besichtigung festgestellt hatten, dass Teile der Traghölzer im Turminneren von den Larven des Hausbocks zerfressen worden waren. Der Turm musste dringend saniert werden, sodass die Spitze mittels eines Spezialkrans abgehoben wurde. Zimmerer und Maurer erneuerten die Traghölzer; bereits im Herbst waren die Arbeiten beendet. Fast zeitgleich wurden solche Reparaturen an der Dorfkirche im Ortsteil Wandlitz durchgeführt.[13] Auf dem Dachboden ließen Naturschützer bei dieser Gelegenheit einen geräumigen Nistkasten aufstellen, der für eine Schleiereule-Familie vorgesehen war. Doch die Unterkunft wurde von einem Turmfalkenpaar belegt, das hier seitdem jährlich mehrere Jungvögel aufgezogen hat. Für diesen aktiven Naturschutz hat der NABU die Kirche mit dem Prädikat Lebensraum Kirchturm ausgezeichnet. Im Jahr 2014 beobachteten die Naturschutzhelfer ein Gelege mit 6 Jungvögeln. Das Nest wird von der Berliner Wildtierstation mit beobachtet und betreut.[14]
- Zu den Baudenkmalen gehört ebenfalls das frühere Hubertus-Kino. Der historische Schriftzug wurde in den späten 1990er Jahren entfernt, als Kino wird es seither nicht mehr genutzt. Einige Jahre gab es Händler als Mieter im Eingangsbereich.

### Museum
Im Bahnbetriebswerk der Eisenbahn gibt es seit dem Jahr 2000 das vom Verein Berliner Eisenbahnfreunde e. V. eingerichtete und betriebene Heidekrautbahn-Museum Basdorf.

### Regelmäßige Veranstaltungen und Feste (Auswahl)
- Eine touristische Attraktion ist der jährliche Jahrmarkt mit dem größten Osterfeuer in Brandenburg, das zusammen mit einem abschließenden Feuerwerk großen Zulauf auch aus dem nahen Berlin hat (teils bis zu 10.000 Zuschauer).
- Seit 2004 findet jährlich Mitte September das Brassens-Festival statt. Es bringt Künstler aus Frankreich und Deutschland zusammen, um die Chansons von Georges Brassens aber auch seiner Zeitgenossen und Freunde einer deutschen Zuhörerschaft bekannter zu machen. Dazu zählen Jacques Brel, Charles Trenet, Barbara, Charles Aznavour, Edith Piaf, Gilbert Bécaud und andere. Organisiert wird dieses Festival vom Verein Brassens in Basdorf e. V., Les amis des amis de Brassens, der am 7. März 2004 gegründet wurde. Georges Brassens wird in Frankreich noch immer von der Jugend verehrt. Er war als Zwangsarbeiter in Basdorf tätig, bis er von einem Heimaturlaub nicht zurückkehrte und in Paris untertauchte. Seine ersten Chansons schrieb er in Basdorf. Seine damaligen, noch lebenden Freunde, besuchen das Brassens-Festival oder wirken an ihm mit. Das Festival findet in der Brassens-Bibliothek, im Bahnmuseum und in verschiedenen Kulturstätten in Berlin in französischer und deutscher Sprache statt.
- Am 21. Juni 2008 startete im Ortsteil Basdorf das Wandlitz Open als weiteres Sport- und Spielangebot in der Gemeinde, das seitdem jährlich ausgerichtet wird und alle Ortsteile der Großgemeinde Wandlitz einbezieht. Die Veranstaltung orientiert sich an den zuvor erfolgreich durchgeführten Sportvergleichen Offenes Basdorfer Sportfest. An der Premierenveranstaltung beteiligten sich bereits Jugendliche aus Basdorf, Wandlitz, Schönwalde, Klosterfelde und Eberswalde. Die Auftritte bzw. Wettbewerbe boten eine große Vielfalt: Musik und Tanz, Leichtathletik, Volleyball, Vorführungen der Freiwilligen Feuerwehr, Mädchenfußball und vieles andere.[15]
- Auf dem neuen Marktplatz von Basdorf organisierten die anliegenden Gewerbetreibenden im Jahr 2005 unter dem Namen Wappenfest ein buntes Spiel- und Rummelprogramm für Gäste und Einwohner. Im September 2008 fand das zweite Wappenfest statt. Der Ortsbeirat Basdorf, die Werbegemeinschaft Basdorf, zahlreiche Kultur- und Sportvereine sowie Musikgruppen boten ein buntes abwechslungsreiches Programm für die Besucher.[16]
- In der Vergangenheit fanden eher sporadisch Weihnachtsmärkte in Basdorf statt. Im Jahr 2008 organisierte die Werbegemeinschaft Basdorf e. V. in der neuen Ortsmitte, wie der neue Marktplatz inzwischen bezeichnet wird, am ersten Adventwochenende einen Weihnachtsmarkt, der gut angenommen wurde und zu einer Tradition wurde.[17]

### Sport- und Kulturvereine
- Im Ortsteil hatte sich bereits in den 1980er Jahren der Polizei-Sport-Verein (PSV) Basdorf gegründet, der den Übergang in die neue Gesellschaftsordnung überlebte. Dort werden unter anderem für Kinder, Jugendliche (U 21), Personen zwischen 22 und 60 Jahren sowie für Senioren verschiedene Sportarten angeboten: Budo, Gymnastik, Ju-Jutsu, Karate, Kickboxen, Leichtathletik, Volleyball.[18]
- Weiterhin gibt es den Fußball-Sport-Verein (FSV) Basdorf[19], den Basdorfer Schützenverein und eine Pferdesportgruppe.[20][21]
- Der gemeinnützige Verein Brassens-in-Basdorf e. V. organisiert das jährliche Brassens-Festival.
- Im Dezember 2013 gründete sich der Verein Ehrenamtsagentur Wandlitz, der alle bisherigen ehrenamtlich Tätigen noch besser mit den Erfordernissen koordinieren soll. Außerdem sollen lockere Erfahrungsaustausche zu besserer Akzeptanz beitragen. Vorläufig nutzt der Verein Räumlichkeiten der ortsansässigen Montessori-Schule.[22]

## Wirtschaft und Infrastruktur

### Verkehr
Durch Basdorf führt die Bundesstraße 109, die im 19. Jahrhundert als Postkutschenverbindung zwischen Berlin und Prenzlau angelegt wurde.
Der Bahnhof Basdorf ist eine Station der Regionalbahnlinie RB 27 (Heidekrautbahn), die zwischen Berlin-Karow (Anschluss an die Berliner S-Bahn) und Groß Schönebeck bzw. Wensickendorf verkehrt. 1924 errichtete die Reinickendorf-Liebenwalder-Groß-Schönebecker Eisenbahn AG in Basdorf eine Betriebswerkstatt, 1935 kam eine Triebwagenhalle hinzu. In Basdorf wurde bis zur Abschaffung des Dampfbetriebes auf dieser Bahnlinie (etwa Mitte der 1960er Jahre) Kohle nachgefüllt und Wasser nachgetankt, außerdem war der Ort Verladebahnhof für Gütertransporte. Das weitläufige Betriebsgelände mit den Werkstätten und Lokschuppen kündet noch heute von den alten Bahnzeiten und wird vom Heidekrautbahnmuseum genutzt.
Mitte der 1960er Jahre wurde bei Streckenkilometer 1,8 des von Basdorf nach Groß Schönebeck führenden Streckenastes der Heidekrautbahn ein Bahnsteig errichtet. Dieser diente als Aus- und Zustiegsmöglichkeit für den Vorsitzenden des Staatsrats der DDR Walter Ulbricht zu der von hier gut erreichbaren DDR-Politprominenz-Siedlung. Der Zug wurde im Bahnhof Basdorf bereitgestellt und zum Ein- und Aussteigen an den Bahnsteig geschoben. Die Bahnanlagen gehörten zwischen 1950 und 1990 der Deutschen Reichsbahn. 1998 ging das Streckennetz der Heidekrautbahn wieder in den Besitz der Niederbarnimer Eisenbahn AG (NEB) über, die ihren Sitz in Basdorf hat. Im Dezember 2005 wurde der Fahrbetrieb durch die NEB Betriebsgesellschaft mbH, einer Tochtergesellschaft der NEB, übernommen.
Vom Jahr 1928 bis zum Beginn der 1980er Jahre bestand eine Wochenend-Omnibusverbindung (Dreieckslinie) zwischen Berlin (bis 1945 vom Stettiner Bahnhof, ab 1958 ab Weißenseer Spitze) und der Wendestelle Prenzlauer Chaussee im Siedlungsbereich Wandlitzsee, selbstverständlich mit zwei Haltestellen in Basdorf. Eingesetzt waren Doppelstockbusse.

### Infrastruktur

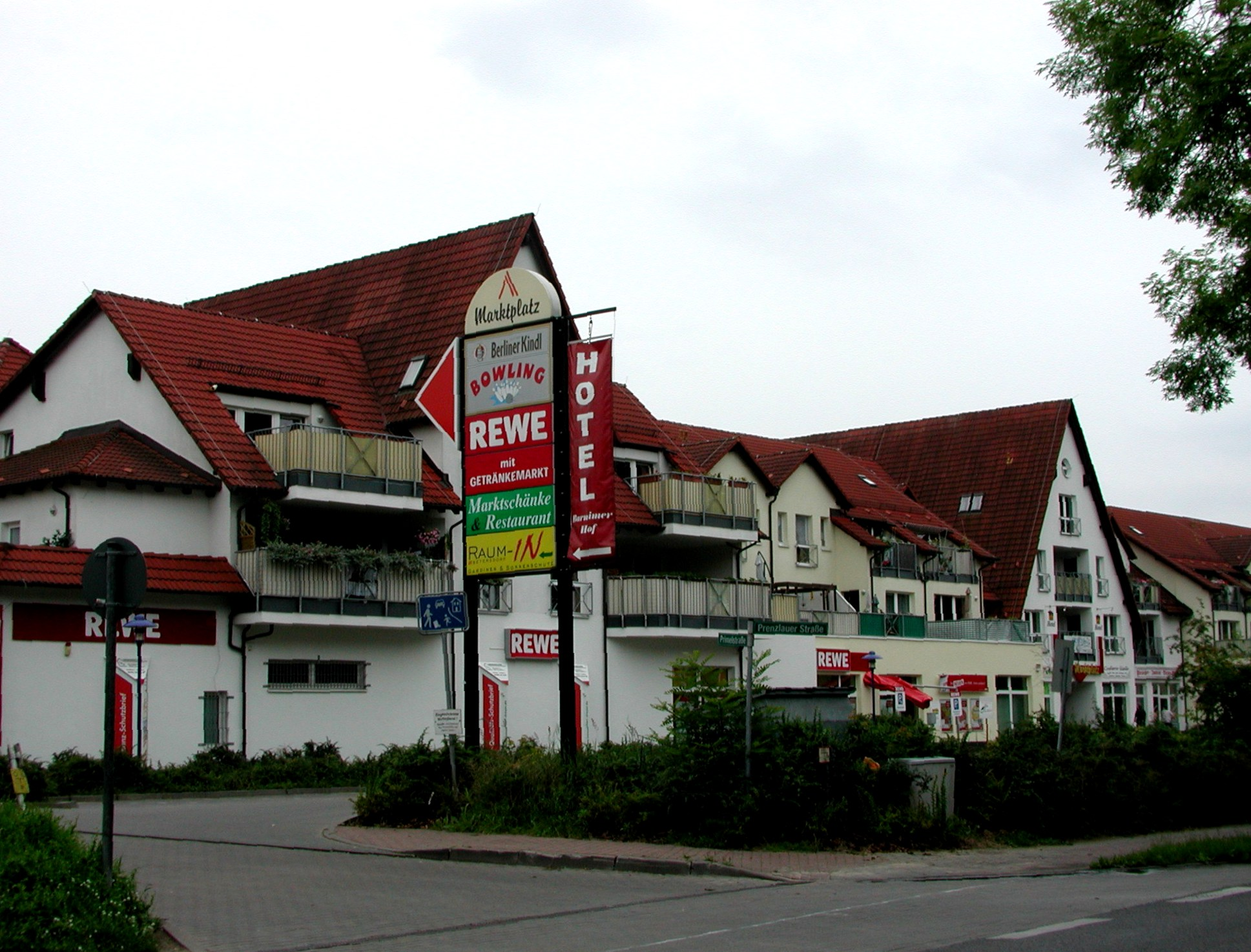
Neues Zentrum von Basdorf

Bis etwa 1991 gab es im Ort das Kino Hubertus, das danach nicht mehr benutzt wurde, jedoch unter Denkmalschutz steht. Basdorf besitzt eine Tankstelle. Es praktizieren Allgemeinmediziner, Zahnärzte, Rechtsanwälte, es gibt Handel für Blumen und Gewächse, die Freiwillige Feuerwehr Basdorf, eine öffentliche Bibliothek, diverse Supermärkte, eine Apotheke, eine Sporthalle mit Sportplatz, ein Hotel, Ferienwohnungen bzw. Pensionen, ein Altenpflegeheim, eine Postagentur und eine Bowling-Anlage. Dort, wo sich die meisten Handelsagenturen niedergelassen haben, entstand ein modernes Ortszentrum, das den Namen Marktplatz Basdorf erhielt.
Am Rande von Basdorf wurde ein neues Gewerbegebiet Am Sandweg angesiedelt mit Autohäusern, Werkstätten, Handwerksbetrieben, einem Recyclinghof und weiteren Gewerken.

### Bildung
In Basdorf gibt es seit dem Jahr 2010 eine reine Grundschule, die durch stetige organisatorische Änderungen aus der 1973 errichteten Polytechnischen Oberschule hervorgegangen ist, Adresse Primelstraße 12.
Für diese Schule ließ die Gemeinde die alte Schulsportanlge komplett erneuern, sie konnte im Juni 2025 eröffnet werden. Die Herrichtung einschließlich eines gesonderten Fahrradabstellplatzes kostete rund 2,837 Millionen Euro. Die Sportanlage kann auch durch die benachbarte Kita sowie durch Vereine des Ortes genutzt werden.

## Persönlichkeiten
- Rudolf Jäger (1907–1974), Gewerkschafter, in Basdorf gestorben
- Georges Brassens (1921–1981), französischer Dichter und Chansonnier, verbrachte als 20-Jähriger ein Jahr in Basdorf als Zwangsarbeiter für die Brandenburgischen Motorenwerke[27]
- Jan Jansen (* 1945), niederländischer Radsportler, in Basdorf geboren
- Uwe Liebehenschel (* 1971), Kommunalpolitiker (CDU)